# Prom Queen
Prom Queen is een nummer van de Amerikaanse rapper Lil Wayne. Het nummer werd uitgebracht op 27 januari 2009 door het platenlabel Cash Money/Universal Motown en behaalde de 15e positie in de Billboard Hot 100.